# Jerzmanowice (Petite-Pologne)
Pour les articles homonymes, voir Jerzmanowice.
Jerzmanowice est une localité polonaise, siège de la gmina de Jerzmanowice-Przeginia, située dans le powiat de Cracovie en voïvodie de Petite-Pologne.

## Géographie

### Localisation
Jermanowice se trouve à une vingtaine de kilomètres au nord-ouest de Cracovie, la capitale régionale.

### Géologie et relief
Le village se situe dans les collines du Wyżyna Olkuska (pl), qui font partie du haut plateau du jura cracovien. La montagne Grodzisko (pl) se trouve sur le territoire du village, il s'agit de la plus haute montagne des Wyżyna Olkuska et de la deuxième plus haute montagne du jura cracovien, à une altitude de 513 m.

### Milieux naturels
La réserve naturelle de la vallée Szklarki (pl), située sur le territoire de la localité, fait partie du parc Krajobrazowy Dolinki Krakowskie (pl).
La localité est adjacente au parc national d'Ojców à l'est.

## Urbanisme
Jermanowice est un village rural. Il est constitué d'un quartier central, Góra (pl) (en français : « montagne ») et de plusieurs hameaux.
La route nationale 94 (pl) passe par le village entre Cracovie et Olkusz, elle constitue sa limite nord avec la localité de Sąspów.
Gościniec (en français : « route ») est un village qui forme une continuité urbaine avec Jermanowice. Une partie du village (pl) se trouve sur le territoire de Jermanowice. L'autre partie (pl) se trouve sur le territoire de la localité de Sąspów. Ces parties sont séparées par la route nationale 94. Le quartier de Lepianka (pl) (en français : « maison de terre ») est adjacent à Gościniec, le long de la route.
Les hameaux de Żarnowiec (pl) et Kolonia Zachodnia (pl) (en français : « colonie occidentale ») sont à l'ouest du village. Le hameau de Krzemieńce (pl) est au nord-ouest.